# Белозерская провинция
Белозе́рская прови́нция — одна из провинций Российской империи. Центр — город Белоозеро.

## История
Белозерская провинция была образована в составе Санкт-Петербургской губернии по указу Петра I «Об устройстве губерний и об определении в оныя правителей» в 1719 году. 

## Административное деление
В состав Белозерской провинции были включены города: Белоозеро, Каргополь, Устюжна-Железнопольская и Чаронда. 
В 1727 году дистрикты были упразднены, а Белозерская провинция была включена в состав новой Новгородской губернии и разделена на уезды:  Белозерский, Каргопольский, Устюженский и Чарондский. 

## Демография
По ревизии 1710 года в провинции насчитывалось 24,9 тыс. крестьянских дворов.

## Упразднение
В ноябре 1775 года деление губерний на провинции было отменено.